# Isohuhta
Isohuhta är en by belägen ca 5 km nordost om Kompelusvaara i Norrbotten. Gården med samma namn byggdes på 1840-talet av Paavo Pålsson och hans hustru Kajsa. Gården var en av Norrbottens största hemman innan skogsmarken såldes till AB Ytterstfors-Munksund.
Vid folkräkningen 1880 bodde sex personer i byn. Dessa utökades till 55 personer vid folkräkningen 1930.